# Paramiana endopolia
Paramiana endopolia är en fjärilsart som beskrevs av Dyar 1912. Paramiana endopolia ingår i släktet Paramiana och familjen nattflyn. Inga underarter finns listade i Catalogue of Life.